# Festival Olímpico de la Juventud Europea del Invierno 2019
El Festival Olímpico de la Juventud Europea del Invierno 2019 se celebró en Sarajevo y Sarajevo Oriental (Bosnia y Herzegovina) del 10 al 15 de febrero de 2019.
Inicialmente, el evento había sido planeado para celebrarse en 2017, mientras que el Festival Olímpico de la Juventud Europea de 2019 había sido planeado para Erzurum. En noviembre de 2015, las dos ciudades acordaron intercambiar sus eventos, ya que Sarajevo y Sarajevo Oriental no pudieron estar listos a tiempo, mientras que Erzurum ya contaba con instalaciones desde la Universiada de Invierno de 2011.

## Deportes
- Datos: Q46996535
- Multimedia: 2019 European Youth Olympic Winter Festival / Q46996535